# Vilafranca dels Ports (ort)
Villafranca del Cid är en ort i Spanien.   Den ligger i provinsen Província de Castelló och regionen Valencia, i den östra delen av landet, 290 km öster om huvudstaden Madrid. Villafranca del Cid ligger 1 130 meter över havet och antalet invånare är 2 562.
Terrängen runt Villafranca del Cid är kuperad. Runt Villafranca del Cid är det mycket glesbefolkat, med 4 invånare per kvadratkilometer. Villafranca del Cid är det största samhället i trakten. 